# Hans Nieswandt

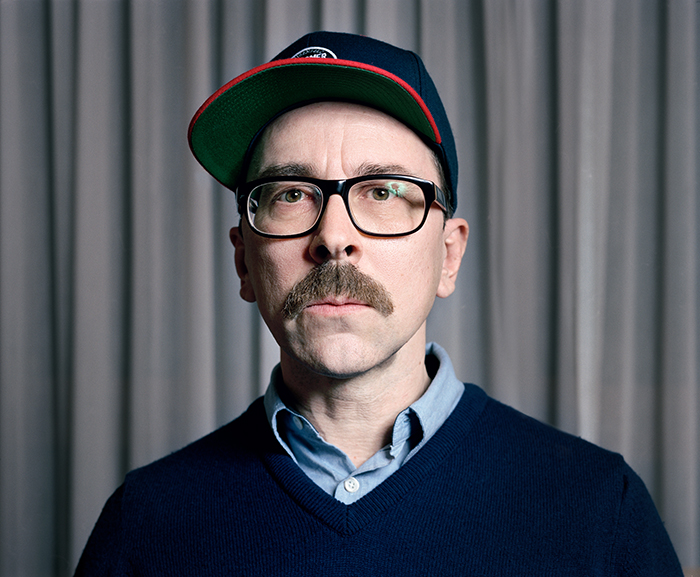
Hans Nieswandt (2014)

Hans Nieswandt (* 1964 in Mannheim) ist ein deutscher DJ, Musikproduzent, Journalist und Buchautor aus Köln. Seine Musik ist eine Mischung aus Techno, House, Disco-Musik und generell elektronischer Musik.

## Biografie
Seit seiner Jugend legt Hans Nieswandt Platten auf und 1983 wurde er zum ersten Mal dafür bezahlt. Seit Anfang der 1990er ist er an den Wochenenden regelmäßig DJ in Clubs und auf Partys. In der Zeit entstand auch sein erfolgreiches Projekt Whirlpool Productions. Neben zahlreichen eigenen Plattenveröffentlichungen remixt er auch für andere Musiker.
Beim WDR-Sender EinsLive war er jahrelang als Moderator tätig.  Nebenbei schreibt er für viele Zeitschriften wie Spex, Groove, taz u. a. 1991 verwendete Nieswandt erstmals den Begriff „Hamburger Schule“ in einer Spex-Rezension der LP Hi! von Hallelujah Ding Dong Happy Happy!.
Für das Goethe-Institut vertrat er die elektronische Musik-Kultur Deutschlands u. a. in Brasilien, Mexiko, Südafrika, dem Nahen und Fernen Osten und in der Türkei. 2002 erschien sein erstes Buch plus minus acht, in dem er das Leben als DJ beschreibt. Es folgten "Disko Ramallah" (2006) und "DJ Dionysos" (2010).

Justus Köhncke und Hans Nieswandt, „deeper than love“ e´de cologne - 8. Juli 2007

Von Januar 2014 bis Dezember 2019 war Nieswandt künstlerischer Leiter des Master-Studiengangs Popmusik am Institut für Pop-Musik der Folkwang Universität der Künste am Standort Bochum. Als Künstlerischer Geschäftsführer übernahm Nieswandt die konzeptionelle und interdisziplinäre Ausrichtung des Instituts, den Aufbau eines internationalen Netzwerkes und des Lehrpersonals und das operative Management des Studienprogramms.

## Diskographie

### Alben
- 1999: Lazer Muzik
- 2004: The True Sound Center
- 2011: Hans Is Playing House (14 Remixe von Hans Nieswandt) (Bureau B)
- 2012: Hildegard Knef Remixed – 12 Versions (Bureau B)

### Singles und EPs
- 1996: Allein im Studio EP
- 1999: Freak, I see Life
- 2001: Funny
- 2002: You don't know shake it
- 2000: Loom Service / Brothers and Sisters OK (mit Mathias Schaffhäuser)
- 2003: So fein

### RemixeAuswahl
- 2002: Hildegard Knef - Bei Dir War Es Immer So Schön
- 2000: Die Höhner - Die Karawane zieht weiter (mit Justus Köhncke und Mathias Schaffhäuser)
- 2003: Holger Czukay - Metropolis
- 2005: Jens Friebe - Körper
- 2007: Eric D. Clark - The DJ Song
- 2008: monochrom - eBay the force (auf Carefully Selected Moments)
- 2009: Mittekill - Wasser oder Wodka
- 2012: Hildegard Knef: 12 Remixed Versions by Hans Nieswandt (Tapete Records)[7][8]